# Midżris
Midżris – wieś w Egipcie, w muhafazie Asjut. W 2006 roku liczyła 11 858 mieszkańców.